# Guido Beck
Guido Beck (né le 29 août 1903 – mort le 21 octobre 1988) est un physicien né à Reichenberg, une ville du nord du royaume de Bohême. Il a vécu une bonne partie de sa vie en Argentine et au Brésil. 

## Biographie
Guido Beck, né  dans la ville de Bohème de Reichenberg,  grandit à Zurich en Suisse, où sa famille avait déménagé en 1907 et, à Vienne à partir de 1920.   
Il étudie la physique à l’université de Vienne et obtient un doctorat au sujet de la naissante théorie de la relativité en 1925 sous la direction du physicien Hans Thirring. 
En 1926, il obtient un poste à la faculté de physique de l’université de Berne. Il retourne cependant travailler la même année à l’université de Vienne sous la direction du physicien Felix Ehrenhaft.

De 1928 à 1932, il travaille comme premier assistant du célèbre physicien Werner Heisenberg à l'institut de physique théorique de l'université de Leipzig. Durant cette période, il entreprend de nombreux voyages d’études, notamment à Cambridge auprès de Ernest Rutherford et à Copenhague auprès de Niels Bohr. 
Il donne ensuite des cours à l’université de Prague et à l’université de Kansas City. De 1935 à 1937, répondant à l'invitation du physicien soviétique Yakov Frenkel, il devient Professeur de physique à l'Université d'Odessa. Mais la situation politique se détériore et, en 1938, il déménage en France, grâce à l'aide de Niels Bohr notamment. Il travaille jusqu'en 1939 à l'Institut de physique atomique de Lyon dirigé par Jean Thibaud. Quand la seconde guerre mondiale éclate, il est interné, en tant qu'Autrichien, au camp militaire de Chambaran où il reforme une équipe de recherche avec les autres savants étrangers présents. Il écrit à Pauli à Zurich, qui écrit à Max Born à Edimbourg, qui écrit à Einstein pour trouver une solution pour ce physicien particulièrement talentueux selon Max Born ( correspondance entre Albert Einstein et Max Born). Dans un passage d'une lettre datée du 10 avril 1940 rédigée par Born, les deux célèbres physiciens s’inquiètent de sa situation et cherchent à l'aider à sortir de la France occupée. Début mai 1940, Beck est transféré à la 311e compagnie des prestataires étrangers au Collège des Écossais à Montpellier, puis au camp de Rivel dont il réussit à sortir à la fin du mois de juin. Pendant tout ce temps, il réussit à continuer ses recherches. Il envoie un 1/3 de manuscrit à Pauli en août et un autre à Thibaud en septembre. En 1941, il fuit au Portugal, pays neutre. Il enseigne alors dans les universités de Coimbra et Porto. Il quitte définitivement l'Europe, déchirée par la guerre, et émigre en Argentine en 1943.
.
De 1943 à 1951, il travaille en Argentine comme astrophysicien pour l'observatoire astronomique de l’université nationale de Córdoba. Il forme plusieurs physiciens, dont José Antonio Balseiro et Mario Bunge. 
En 1952, il déménage au Brésil, où il laisse également sa marque. 
De retour en Argentine en 1962, il travaille à l'Institut Balseiro, créé par son ancien élève, à Bariloche, au pied de la cordillère des Andes.
En 1975, il est à nouveau au Brésil et travaille pour l’institut national de recherche en Sciences Physiques - Centro Brasileiro de Pesquisas Físicas  CBPF à Rio de Janeiro.

Les thèmes de recherche les plus notables auxquels il  contribue au début de sa carrière sont l'effet Compton et le rayonnement bêta. Il écrit des articles sur la mécanique quantique pour les journaux spécialisés Handbuch der Radiologie et Handbuch der Physik. En Amérique du Sud, il poursuit sa carrière sur les applications de la mécanique quantique dans les domaines de diffraction, effet tunnel et le traitement quantique des collisions. 
Beck fut pionner dans l'étude de la désintégration bêta, ainsi que du modèle en couches du noyau atomique. La réalisation la plus importante de Beck fut d'avoir dirigé plus de cinquante thèses de doctorat dans une demie douzaine de pays. 
Il est une personnalité clé dans le développement de la physique en Argentine et s'investit personnellement aux côtés du président argentin Juan Perón pour ce développement.  
A Copenhague, il a épousé une danoise qui fut forcée de le quitter quand les allemands occupèrent le Danemark, sous peine d'être internée dans un camp pour avoir épousé un juif. A la fin de la guerre, elle le rejoignit. 
Il est un ami de l’écrivain Ernesto Sabato.
.
Guido Beck meurt dans un accident de voiture à Rio de Janeiro en 1988.

## Prix et distinctions
- Membre correspondant de l’Académie Brésilienne des Sciences
- En 1965, il reçoit la médaille Johann Joseph Ritter von Prechtl
- En 1972, il devient membre d'honneur de la société autrichienne de Physique
- En 1977, il reçoit un doctorat honorifique de l'université technique de Darmstadt.